# اندوخته آپادانا

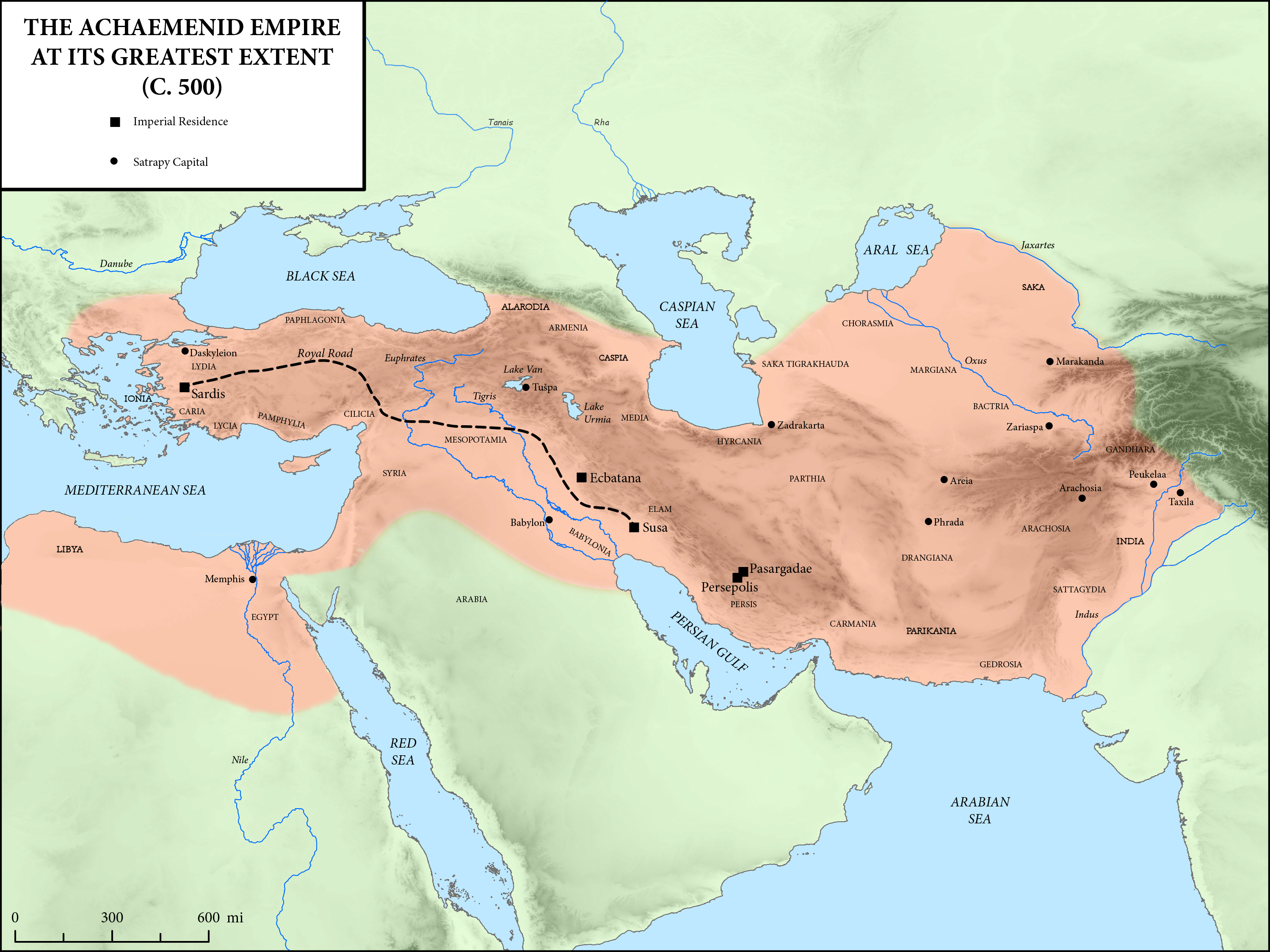
امپراتوری هخامنشی در بزرگ‌ترین گسترهٔ جغرافیایی خود.

اندوخته آپادانا یا مجموعهٔ سکه‌های آپادانا انباره‌ای از سکه‌هایی است که در زیر جعبه‌های سنگی؛ که خود حاوی لوح‌های بنیادگذاری کاخ آپادانا در تخت جمشید است، کشف شده‌است. سکه‌ها در طی حفاری‌ها در سال ۱۹۳۳ توسط اریش فریدریش اشمیت باستان‌شناس آلمانی-آمریکایی کشف شد، در دو سپردهٔ جدا از هم، هر یک از سپرده‌ها در زیر دو جعبهٔ سنگ رسوبی با نوشتهٔ گواه محتوا پیدا شد. واریزنامهٔ این اندوخته: که به روشنی بخشی از آئین بنیادگذاری آپادانا بوده، مربوط به سال ۵۱۵ پیش از میلاد است.

## لوح‌های بنیادگذاری
لوح‌های طلا و نقرهٔ به دست آمده از جعبه‌های سنگی حاوی کتیبه‌ای سه زبانه توسط داریوش بزرگ به زبان‌های فارسی باستان، ایلامی و اکدی (بابلی) است که امپراتوری وی را از دیدگاه گستردگی جغرافیایی توصیف می‌کند و به نام کتیبهٔ DPh شناخته می‌شود:

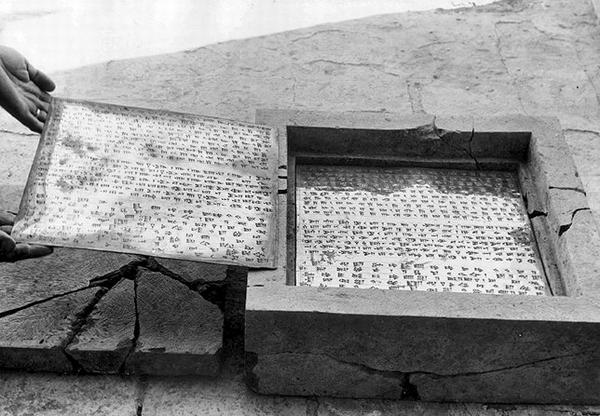
یکی از جعبه‌های سنگی کتیبه‌های بنیادگذاری کاخ آپادانا با سخن داریوش بزرگ در جای پیدایی آن در تخت جمشید. مجموعهٔ سکه‌های آپادانا در زیر جعبهٔ سنگی قرار داشته‌اند.

داریوش شاه، شاه بزرگ، شاه شاهان، شاه کشورها، پسر ویشتاسب، هخامنشی. داریوش شاه گوید: این است شهریاری که من دارم از سکاها (به فارسی باستان 𐏃𐎡𐎭𐎢𐎺) که آن‌ها آن سوی سغد اند، از آن‌جا تا به حبشه از هند از آن‌جا تا به سارد که آن را اهورامزدا که بزرگترین خدایان است به من ارزانی فرمود. اهورامزدا مرا و خانوادهٔ شاهی مرا پایدار دارد!— داریوش، کتیبه آپادانا

## مجموعهٔ سکه‌ها
سکه‌های این اندوخته شامل:
- اندوختهٔ شمال شرقی: چهار سکهٔ سبک‌وزن طلایی (ضرب ساردی)، یک سکهٔ تترادراخمایی ضرب آبدره، استاتر استان ایجاینا.[۱]
- اندوختهٔ جنوب شرقی: چهار سکهٔ سبک‌وزن طلایی (ضرب ساردی)، سه سکه هخامنشی ضرب قبرس (یکی به لاپتوس، یکی به پافوس و دیگری به ضرب ناشناخته‌ای اشاره دارد).